# Sabine Petzl
Sabine Petzl (Vienna, 9 agosto 1965) è un'attrice e conduttrice televisiva austriaca.

## Biografia
Come attrice, è attiva prevalentemente in campo televisivo  e complessivamente ha partecipato - a partire dall'inizio degli anni novanta - a circa una ventina di differenti produzioni televisive.
Tra i suoi ruoli più noti, figurano quello di Biggi Schwerin nella serie televisiva Medicopter 117 - Jedes Leben zählt (1998-2003) e quello di Saskia Berg nella serie televisiva Guardia costiera (Küstenwache, 2007-...). È inoltre apparsa come guest-star in vari episodi della serie televisiva Il commissario Kress/Il commissario Herzog (Der Alte).

## Vita privata
È sposata dal 2007 con il parrucchiere degli attori Sascha Jedermann, dopo aver divorziato da Tony Wegas.

## Filmografia
- Tohuwabohu - serie TV, 23 episodi (1993-1998)
- Dr. Stefan Frank - Der Arzt, dem die Frauen vertrauen - serie TV, 1 episodio (1995) - ruolo: Dott.ssa Bea Gerlach
- Il commissario Rex - serie TV, 3 episodi (1995-1996) - Elisabeth Böhm
- Schloßhotel Orth - serie TV, 1 episodio (1997)
- Wildbach - serie TV, 1 episodio (1997)
- Siska - serie TV, 1 episodio (1998) - Marianne Siska
- Medicopter 117 - Jedes Leben zählt - film TV (1998) - Biggi Schwerin
- Medicopter 117 - Jedes Leben zählt - serie TV, 57 episodi (1998-2008) - Biggi Schwerin
- Il commissario Kress (Der Alte) - serie TV, 1 episodio (2000) - Petra Wollgast
- Kaisermühlen Blues - serie TV, 1 episodio (2000)
- Ritas Welt - serie TV, episodio 2x10 (2000)
- Il commissario Rex - serie TV, 1 episodio (2000) - Tina Kainz
- Reise des Herzens - film TV (2001) - Maria
- Zwei Männer am Herd - miniserie TV (2002) - Giulietta Albertini
- Die Dickköpfe - serie TV (2002)  - Maria Lassnitzer
- Il commissario Rex - serie TV, 1 episodio (2003) - Eva Kretschmer
- Il commissario Kress (Der Alte) - serie TV, 1 episodio (2004) - Brigitte Kassei
- Dream Hotel (Das Traumhotel) - serie TV, 1 episodio (2004)
- Trautmann - serie TV, 1 episodio (2004)
- Il commissario Kress (Der Alte) - serie TV, 1 episodio (2004) - Bettina Husak/Wilma Husak
- Siska - serie TV, 1 episodio (2005) - Tanja Behrens
- Il commissario Kress (Der Alte) - serie TV, 1 episodio (2005) - Clara Westkamp
- Squadra Speciale Vienna - serie TV, 1 episodio (2006)
- Il commissario Kress (Der Alte) - serie TV, 1 episodio (2007) - Marianne Weber
- Il commissario Kress (Der Alte) - serie TV, 1 episodio (2007) - Marie Brüning
- Guardia costiera (Küstenwache) - serie TV, 125 episodi (2007-…) - Saskia Berg
- Il commissario Herzog (Der Alte) - serie TV, 1 episodio (2008) - Karola Lauder
- Liebe, Babys und der Zauber Afrikas - film TV (2009) - Mareike von Bogen

## Programmi televisivi
- Frisch gekocht ist halb gewonnen (2001-2002) - conduttrice

## Doppiatrici italiane
- In Guardia costiera, Sabine Petzl è doppiata da Laura Boccanera[11]